# Minister za kmetijstvo, gozdarstvo in prehrano Republike Slovenije
Minister za kmetijstvo, gozdarstvo in prehrano Republike Slovenije je politični vodja Ministrstva za kmetijstvo, gozdarstvo in prehrano Republike Slovenije, ki ga predlaga predsednik Vlade Republike Slovenije in imenuje Državni zbor Republike Slovenije. Po Zakonu o Vladi Republike Slovenije član Vlade Republike Slovenije.
Trenutna ministrica je Mateja Čalušić.

## Seznam

#### 12. vlada Republike Slovenije
- Dejan Židan, SD (18. september 2014 – 13. september 2018)

#### 13. vlada Republike Slovenije
- Aleksandra Pivec, DeSUS (13. september 2018 – 13. marec 2020)

#### 14. vlada Republike Slovenije
- Aleksandra Pivec, DeSUS (13. marec 2020 – 15. oktober 2020)
- Jože Podgoršek, DeSUS (15. oktober 2020 – 1. junij 2022)

#### 15. vlada Republike Slovenije
- Irena Šinko, Gibanje Svoboda (1. junij 2022 – razrešena 13. oktober 2023)
- Marjan Šarec, Gibanje Svoboda (13. oktober 2023 – 12. januar 2024; začasno pooblaščen)
- Mateja Čalušić, Gibanje Svoboda (12. januar 2024 – danes)